# Gåssjö-Långsjön
Gåssjö-Långsjön är en sjö i Härjedalens kommun i Hälsingland och ingår i Ljusnans huvudavrinningsområde. Sjön har en area på 0,283 kvadratkilometer och ligger 406,7 meter över havet. Sjön avvattnas av vattendraget Björkån.

## Delavrinningsområde
Gåssjö-Långsjön ingår i det delavrinningsområde (688425-147517) som SMHI kallar för Utloppet av Södra Storsjön. Medelhöjden är 386 meter över havet och ytan är 29,77 kvadratkilometer. Det finns inga avrinningsområden uppströms utan avrinningsområdet är högsta punkten. Björkån som avvattnar avrinningsområdet har biflödesordning 2, vilket innebär att vattnet flödar genom totalt 2 vattendrag innan det når havet efter 182 kilometer. Avrinningsområdet består mestadels av skog (75 procent). Avrinningsområdet har 3,33 kvadratkilometer vattenytor vilket ger det en sjöprocent på 11,2 procent.